# (2565) Grögler
(2565) Grögler – planetoida z pasa głównego asteroid okrążająca Słońce w ciągu 3 lat i 226 dni w średniej odległości 2,36 j.a. Została odkryta 12 października 1977 roku w Zimmerwald Observatory w Szwajcarii przez Paula Wilda. Nazwa planetoidy pochodzi od Norberta Gröglera (1928-1983), mineraloga i planetologa zajmującego się badaniami meteorytów i analizą próbek księżycowych. Przed nadaniem nazwy planetoida nosiła oznaczenie tymczasowe (2565) 1977 TB1.